# Asienspiele 2010/Billard
Bei den Asienspielen 2010 in der chinesischen Metropole Guangzhou wurden zehn Wettbewerbe im Billard ausgetragen.
Die Wettbewerbe fanden vom 13. bis zum 20. November statt.

## Medaillengewinner
| Disziplin                          | Gold                                                     | Silber                                              | Bronze                                                            |
| ---------------------------------- | -------------------------------------------------------- | --------------------------------------------------- | ----------------------------------------------------------------- |
| Dreiband Einzel                    | Tsuyoshi Suzuki                                          | Joji Kai                                            | Dương Anh Vũ                                                      |
| Dreiband Einzel                    | Tsuyoshi Suzuki                                          | Joji Kai                                            | Lý Thế Vinh                                                       |
| English Billiards Einzel           | Pankaj Advani                                            | Nay Thway Oo                                        | Kyaw Oo                                                           |
| English Billiards Einzel           | Pankaj Advani                                            | Nay Thway Oo                                        | Peter Gilchrist                                                   |
| 8-Ball Einzel                      | Kuo Po-Cheng                                             | Ibrahim Bin Amir                                    | Irsal Nasution                                                    |
| 8-Ball Einzel                      | Kuo Po-Cheng                                             | Ibrahim Bin Amir                                    | Alok Kumar                                                        |
| 9-Ball Einzel                      | Dennis Orcollo                                           | Warren Kiamco                                       | Jeong Young-hwa                                                   |
| 9-Ball Einzel                      | Dennis Orcollo                                           | Warren Kiamco                                       | Ko Pin-yi                                                         |
| Snooker Einzel                     | Marco Fu                                                 | Ding Junhui                                         | Aditya Mehta                                                      |
| Snooker Einzel                     | Marco Fu                                                 | Ding Junhui                                         | Dechawat Poomjaeng                                                |
| Snooker Mannschaft                 | Volksrepublik China Ding Junhui Liang Wenbo Tian Pengfei | Indien Brijesh Damani Aditya Mehta Yasin Merchant   | Pakistan Shahram Changezi Imran Shahzad                           |
| Snooker Mannschaft                 | Volksrepublik China Ding Junhui Liang Wenbo Tian Pengfei | Indien Brijesh Damani Aditya Mehta Yasin Merchant   | Thailand Noppadon Noppachorn James Wattana Thepchaiya Un-Nooh     |
| 8-Ball Einzel (Damen)              | Liu Shasha                                               | Kim Ga-young                                        | Chang Shu-han                                                     |
| 8-Ball Einzel (Damen)              | Liu Shasha                                               | Kim Ga-young                                        | Chou Chieh-yu                                                     |
| 9-Ball Einzel (Damen)              | Pan Xiaoting                                             | Chou Chieh-yu                                       | Fu Xiaofang                                                       |
| 9-Ball Einzel (Damen)              | Pan Xiaoting                                             | Chou Chieh-yu                                       | Lin Yuan-chun                                                     |
| Six-Red-Snooker Einzel (Damen)     | Chen Siming                                              | Lai Hui-shan                                        | Bi Zhuqing                                                        |
| Six-Red-Snooker Einzel (Damen)     | Chen Siming                                              | Lai Hui-shan                                        | Ng On Yee                                                         |
| Six-Red-Snooker Mannschaft (Damen) | Hongkong Jaique Ip Ng On Yee So Man Yan                  | Volksrepublik China Bi Zhuqing Chen Siming Xue Chen | Thailand Suweenut Maungin Nicha Pathomekmongkhon Maliwan Sangklar |
| Six-Red-Snooker Mannschaft (Damen) | Hongkong Jaique Ip Ng On Yee So Man Yan                  | Volksrepublik China Bi Zhuqing Chen Siming Xue Chen | Chinesisch Taipeh Chan Ya-ting Lai Hui-shan Liu Shin-mei          |

## Medaillenspiegel
| Platz  | Land                | Gold | Silber | Bronze | Gesamt |
| ------ | ------------------- | ---- | ------ | ------ | ------ |
| 1      | Volksrepublik China | 4    | 2      | 2      | 8      |
| 2      | Hongkong            | 2    | 0      | 1      | 3      |
| 3      | Chinesisch Taipeh   | 1    | 2      | 5      | 8      |
| 4      | Indien              | 1    | 1      | 2      | 4      |
| 5      | Japan               | 1    | 1      | 0      | 2      |
| 5      | Philippinen         | 1    | 1      | 0      | 2      |
| 7      | Myanmar             | 0    | 1      | 1      | 2      |
| 7      | Südkorea            | 0    | 1      | 1      | 2      |
| 9      | Malaysia            | 0    | 1      | 0      | 1      |
| 10     | Thailand            | 0    | 0      | 3      | 3      |
| 11     | Vietnam             | 0    | 0      | 2      | 2      |
| 12     | Indonesien          | 0    | 0      | 1      | 1      |
| 12     | Pakistan            | 0    | 0      | 1      | 1      |
| 12     | Singapur            | 0    | 0      | 1      | 1      |
| Gesamt | Gesamt              | 10   | 10     | 20     | 40     |